# 대한민국 제23대 국회의원 선거
대한민국 제23대 국회의원 선거는 2028년 4월 12일에 실시될 대한민국의 국회의원 선거이다. 국회의원 총선거와 더불어 2028년 대한민국 재보궐선거도 동시에 치러질 예정이다.

## 선거 개요
제23대 국회의원 선거는 2028년 5월 30일부터 2032년 5월 29일까지 4년간 임기를 수행할 제23대 국회의원을 선출하는 선거이다.

### 선거권과 피선거권
2010년 4월 13일 이전 출생 대한민국 국민은 선거권과 피선거권이 있다.

## 같이 보기
- 2028년 대한민국 재보궐선거
- 중앙선거관리위원회